# Девушка с мячом
«Девушка с мячом» (англ. Girl with Ball) — картина в стиле поп-арт, созданная американским художником Роем Лихтенштейном в 1961 году. Она выполнена маслом на холсте. Имеющая размеры 153 на 91,9 см работа ныне хранится в коллекции Нью-Йоркского музея современного искусства, а ранее на протяжении нескольких десятилетий находилась в собственности у архитектора Филипа Джонсона. Источником для картины послужила реклама в газете.
«Девушка с мячом» демонстрировалась на первой персональной выставке Лихтенштейна и была показана в обзоре о ней, опубликованном в «Newsweek».

## История
Источником для «Девушки с мячом» послужила реклама 1961 года для казино и отеля «Mount Airy Lodge» в горах Поконо. Реклама, которая начала работать в 1955 году, широко публиковалась на территории Нью-Йоркской агломерации и других регионов, в том числе в нескольких известных газетах, таких как «The New York Times» и «Daily News». Она все ещё печаталась в газетах более чем через двадцать лет после того, как Лихтенштейн создал свою «Девушку с мячом».
По данным Фонда Лихтенштейна осенью 1961 года преподаватель Ратгерского университета Аллан Капроу познакомил Лихтенштейна с директором Галереи Лео Кастелли Иваном Карпом. Лихтенштейн показал Карпу несколько своих картин, в том числе «Девушку с мячом», которая заинтриговала Карпа. Несколько недель спустя он согласился представлять Лихтенштейна. После демонстрации этой картины Энди Уорхолу Карп продал её архитектору Филипу Джонсону в ноябре того же года. «Девушка с мячом» была изображена в обзоре выставки творчества Лихтенштейна в Галерее Лео Кастелли, опубликованном в «Newsweek» в 1962 году. Она также появилась 3 апреля 1963 года, на шоу «Вот идёт… мольберт» (англ. Pop! Goes the Easel) в Музее современного искусства в Хьюстоне вместе с другими работами Лихтенштейна: «Браттата» (1962) и «Голова — красный и жёлтый» (1962).

## Описание
На картине «Девушка с мячом» изображена женщина в купальном костюме, держащая пляжный мяч с красными полосками того же цвета, что и её губы и язык. Лихтенштейн использовал технику художников комиксов для создания своего собственного примера ностальгической фотографии, что привело к упрощению произведения искусства с позиции его собственной привлекательности. При создании картины художник применял технику точек Бен-Дей основных цветов. Стиль «Девушки с мячом» был описан как преувеличение «ограничений механического воспроизведения», направленное на лишение по сравнению с фотографией её блеска в разительной и интенсивной форме. Для 1961 года эта картина считалась новаторской. Черты лица, такие как нос и рот, изображены с использованием «коммерческого условного обозначения».
Переработка Лихтенштейном оригинала оценивается как «абстракция путём вычитания», в которой все особенности оригинала сводятся к простым графическим элементам. Художник изменил плоскостное положение предмета изображения, чтобы расположить его «ближе к плоскости изображения». Он нарисовал картину более искажённую, чем можно было бы ожидать от карикатуриста, увеличив и сосредоточившись на её двухмерности.